# Survivor Series (1996)
Survivor Series (1996) — десятое в истории рестлинг-шоу Survivor Series, организованное World Wrestling Federation (WWF, ныне WWE). Оно состоялось 17 ноября 1996 года в «Мэдисон-сквер-гардене» в Нью-Йорке, Нью-Йорк, США. Это шоу примечательно тем, что на нём дебютировал Дуэйн Джонсон, который выступал под именем Рокки Майвиа, а позже стал известен как Скала.
Главным событием стал стандартный матч за звание чемпиона WWF. Шон Майклз защищал титул против Сайко Сида. Сид завоевал титул, победив Майклза после того, как ударил его телевизионной камерой и провел «Пауэрбомбу».

## Результаты
| №                                                                                                  | Результаты | Условия                                                            | Время |
| -------------------------------------------------------------------------------------------------- | --- | ------------------------------------------------------------------ | ----- |
| 1F                                                                                                 | Альдо Монтойя, Барт Ганн, Боб Холли и Джесси Джеймс победили Билли Ганна, Джастина Брэдшоу, Сальваторе Синсере и Султана (с Железным Шейхом и Дядей Зебекией)                                    | Матч Survivor Series                                               | 10:46 |
| 2                                                                                                  | Даг Фурнас, Генри О. Годвинн, Фил Лафон и Финеас И. Годвинн (с Хиллбилли Джимом) победили Британского бульдога, Лифа Кэссиди, Марти Джаннетти и Оуэна Харта (с Кларенсом Мейсоном)               | Матч Survivor Series                                               | 20:41 |
| 3                                                                                                  | Гробовщик победил Мэнкайнда | Одиночный матч; Пол Берер был подвешен над рингом в клетке от акул | 14:54 |
| 4                                                                                                  | Джейк Робертс, Марк Меро (с Сейбл), Рокки Майвиа и Сталкер победили Краша, Голдаста (с Марленой), Джерри Лоулера и Хантера Херста Хелмсли                                                        | Матч Survivor Series                                               | 23:44 |
| 5                                                                                                  | Брет Харт победил Стива Остина | Одиночный матч за претендентство № 1 на чемпионство WWF            | 28:36 |
| 6                                                                                                  | Матч Фальшивого Дизеля, Фаарука, Фальшивого Рейзора Рамона и Вейдера (с Кларенсом Мэйсоном и Джимом Корнеттом) против Флэша Фанка, Джимми Снуки, Савио Веги и Ёкодзуны закончился без результата | Матч Survivor Series                                               | 9:48  |
| 7                                                                                                  | Сайко Сид победил Шона Майклза (с) (с Хосе Лотарио) | Одиночный матч за чемпионство WWF                                  | 20:02 |
| - (ч) – чемпион на начало матча - F – указывает, что матч транслировался перед шоу на Free for All | |                                                                    |       |